# Nicollette Sheridan
Nicollette Flora Vivianne Sheridan, född 21 november 1963 i Worthing, West Sussex, Storbritannien, är en brittisk-amerikansk skådespelare.
Sheridan är dotter till den brittiska skådespelerskan Sally Sheridan och styvdotter till skådespelaren Telly Savalas. Hon flyttade till USA 1973. Mellan 1979 och 1985 var hon tillsammans med Leif Garrett. Hon var gift med Harry Hamlin 1991–1993. Under 2005 var hon förlovad med svenske tränaren Nicklas Söderblom och 2006–2008 med Michael Bolton. Hon är vegetarian.
Hon är bland annat känd för sin roll som Edie i TV-serien Desperate Housewives samt som Alexis i Dynasty. Hon framställde Alexis Carrington i serien Dynasty från 2018 till 2019.
Hon var 1990 med på People Magazines lista över de 50 vackraste i världen. 

## Filmografi, i urval
- 1985 – En säker tjej
- 1992 – Kaos i kulissen
- 1995 - Virus - Marissa Blumenthal
- 1996 - Spy Hard - Veronique Ukrinsky, Agent 3.14
- 1997 – Vild och galen i Beverly Hills - Allison Page/Sally Jones
- 2004–2009 – Desperate Housewives - Edie Britt/Edie Williams (112 avsnitt)
- 2007 – Code Name: The Cleaner - Diane
- 2010 – Noah's Ark: The New Beginning - röst till Zenna
- 2018–2019 – Dynasty (TV-serie, 2017) (TV-serie)